# Западнюк Гнат Павлович
Гнат Па́влович Западню́к (1 січня 1895, Тростянчик, нині Тростянецькому районі Вінницької області — 29 грудня 1979) — український вчений, вояк Армії УНР, ректор Львівського сільськогосподарського інституту.

## Короткий життєпис
Навчався у Степашківській вчительській школі, за три місяці до закінчення мобілізований до царської армії. Учасник Першої світової війни, служив в 5-ій армії під командою генерала Брусилова в районі Золотої Липи.
Вояк Армії УНР, під командуванням Михайла Омеляновича-Павленка, учасник Першого зимового походу Армії УНР, нагороджений «Залізним Хрестом».
Автор слів стрілецької пісні «То не грім загримів», яка лунала із вуст січових стрільців в маршах УНР. Автор тексту присвятив слова свого вірша «Славній Галицькій армії».
У 1920-ті роки пише вірші «До брата галичанина», «Січовим стрільцям», «Закарпатським русинам-українцям».
На початку 1920-х працює завідувачем відділу народної освіти Ольгопільського повіту Подільської губернії. Використавши службове положення, зарахував на роботу кількох колишніх вояків Армії УНР.
1931 року закінчив Київський сільськогосподарський, 1938-го Харківський ветеринарний інститут (обидва з відзнакою).
1939 року в Єревані захистив кандидатську дисертацію, присвячену питанню вивчення такого поширеного тоді захворювання, як пелагра тварин. Дослідив, що при силосуванні сорго в силосній масі утворюється синильна кислота, яка й викликала масовий падіж тварин, що стало причиною масових репресій сталінської влади проти працівників тваринництва. Ця робота та наукове відкриття фактично врятували життя дуже багатьом спеціалістам тваринництва, яких виправдали.
Від першого до останнього дня німецько-радянської війни служив токсикологом в Червоній армії.
Декан ветеринарного факультету Львівського ветеринарного інституту, доцент, працював від листопада 1945 до лютого 1948 року. Як кандидат і доцент завідував спочатку кафедрою токсикології, згодом кафедрою клінічної діагностики, одночасно був (1946—1948) деканом ветеринарного факультету, єдиного у тодішньому Львівському ветеринарному інституті. 1952 року в Москві успішно захистив докторську дисертацію, того ж року розпочав керувати Львівським сільськогосподарським інститутом.
У творчому доробку 170 наукових праць. Похований в рідному селі Тростянчик.

| То не грім загримів, То не бір зашумів, Не столітні дуби затріщали, То в завзятій борні, Віковічній, страшній, З України кайдани упали. |